# The Cyclops
Pour plus de détails, voir Fiche technique et Distribution.
The Cyclops est un film américain réalisé par Bert I. Gordon et sorti en 1957.

## Fiche technique
- Titre original : The Cyclops
- Réalisation : Bert I. Gordon
- Scénario : Bert I. Gordon
- Musique : Albert Glasser
- Photographie : Ira H. Morgan
- Date de sortie : 1957

## Distribution
- James Craig : Russ Bradford
- Gloria Talbott : Susan Winter
- Lon Chaney Jr. : Martin Melville
- Tom Drake : Lee Brand